# Snochačství

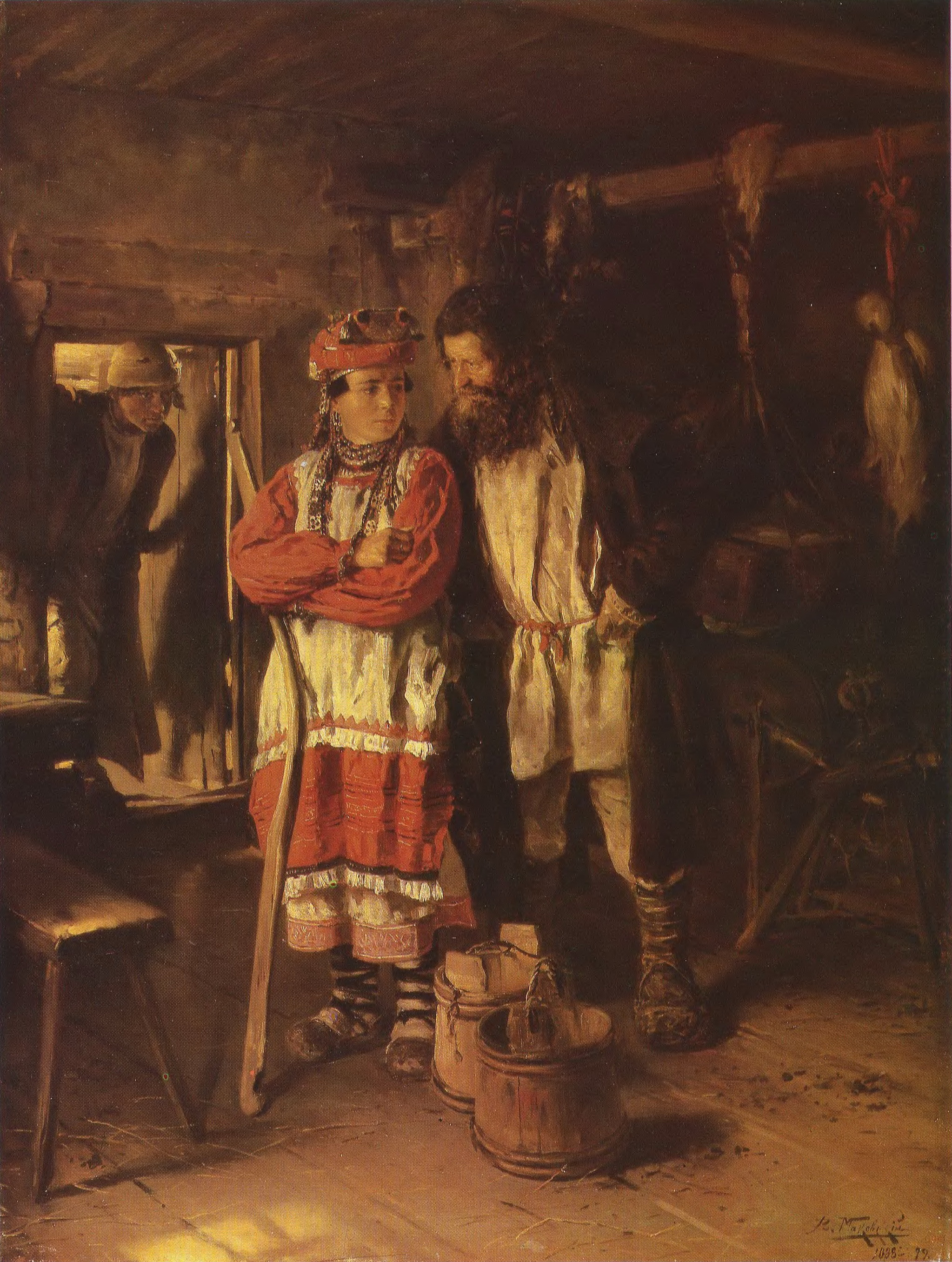
Obraz V. J. Makovského Tchán (1888)

Snochačství (rusky сноха́чество) bylo obvyklou praktikou na ruské vsi, při které se muž, hlava početné rolnické rodiny žijící v jedné místnosti, pohlavně stýká s mladšími ženami, obvykle s manželkou svého syna. Slovo pochází od snacha (rusky сноха, snocha), odtud snochačestvo, snochačství. Praktika byla rozšířenou zejména v 18. a 19. století, zprvu v souvislosti s odvodem mladých rekrutů a později v souvislosti s rozvojem průmyslu a odchodem mužů za prací do měst, kdy ženy zanechali doma na vesnici.